# Choteč (Nyugat-prágai járás)
Choteč település Csehországban, Nyugat-prágai járásban. Choteč Chýnice, Zbuzany, Kosoř, Třebotov és Ořech településekkel határos. Lakosainak száma 379 fő (2024. január 1.).

## Népesség
A település lakosságának változását az alábbi diagram mutatja:
| Lakosok száma | 340  | 427  | 403  | 332  | 272  | 289  | 383  | 366  | 376  | 379  |
|               | 1869 | 1890 | 1921 | 1950 | 1980 | 2001 | 2017 | 2019 | 2022 | 2024 |